# Minosiella pallida
Minosiella pallida är en spindelart som först beskrevs av Ludwig Carl Christian Koch 1875.  Minosiella pallida ingår i släktet Minosiella och familjen plattbuksspindlar. Inga underarter finns listade i Catalogue of Life.